# Нор-Артик
Нор-Артик (арм. Նոր Արթիկ) — село в Арагацотнской области Армении.

## География
Село расположено в западной части марза, на расстоянии 68 километров к западу-северо-западу (WNW) от города Аштарак, административного центра области. Абсолютная высота — 1550 метров над уровнем моря.
Климат
Климат характеризуется как умеренно холодный, влажный (Dfb в классификации климатов Кёппена). Среднегодовая температура воздуха составляет 6,8 °C. Средняя температура самого холодного месяца (января) составляет −8,3 °С, самого жаркого месяца (июля) — 19,7 °С. Расчётная многолетняя норма атмосферных осадков — 432 мм. Наибольшее количество осадков выпадает в мае (75 мм).

## Население
| Год переписи | Население          | Население          | Население          | Население            | Население            | Население            |
| Год переписи | Наличное население | Наличное население | Наличное население | Постоянное население | Постоянное население | Постоянное население |
| Год переписи | Всего              | Мужчины            | Женщины            | Всего                | Мужчины              | Женщины              |
| ------------ | ------------------ | ------------------ | ------------------ | -------------------- | -------------------- | -------------------- |
| 2001         | 542                | 283                | 259                | 562                  | 296                  | 266                  |
| 2011         | 462                | 230                | 232                | 478                  | 247                  | 231                  |